# Acacia parvifolia
Acacia parvifolia é uma espécie de leguminosa do gênero Acacia, pertencente à família Fabaceae.